# 莫三比克梅蒂卡爾

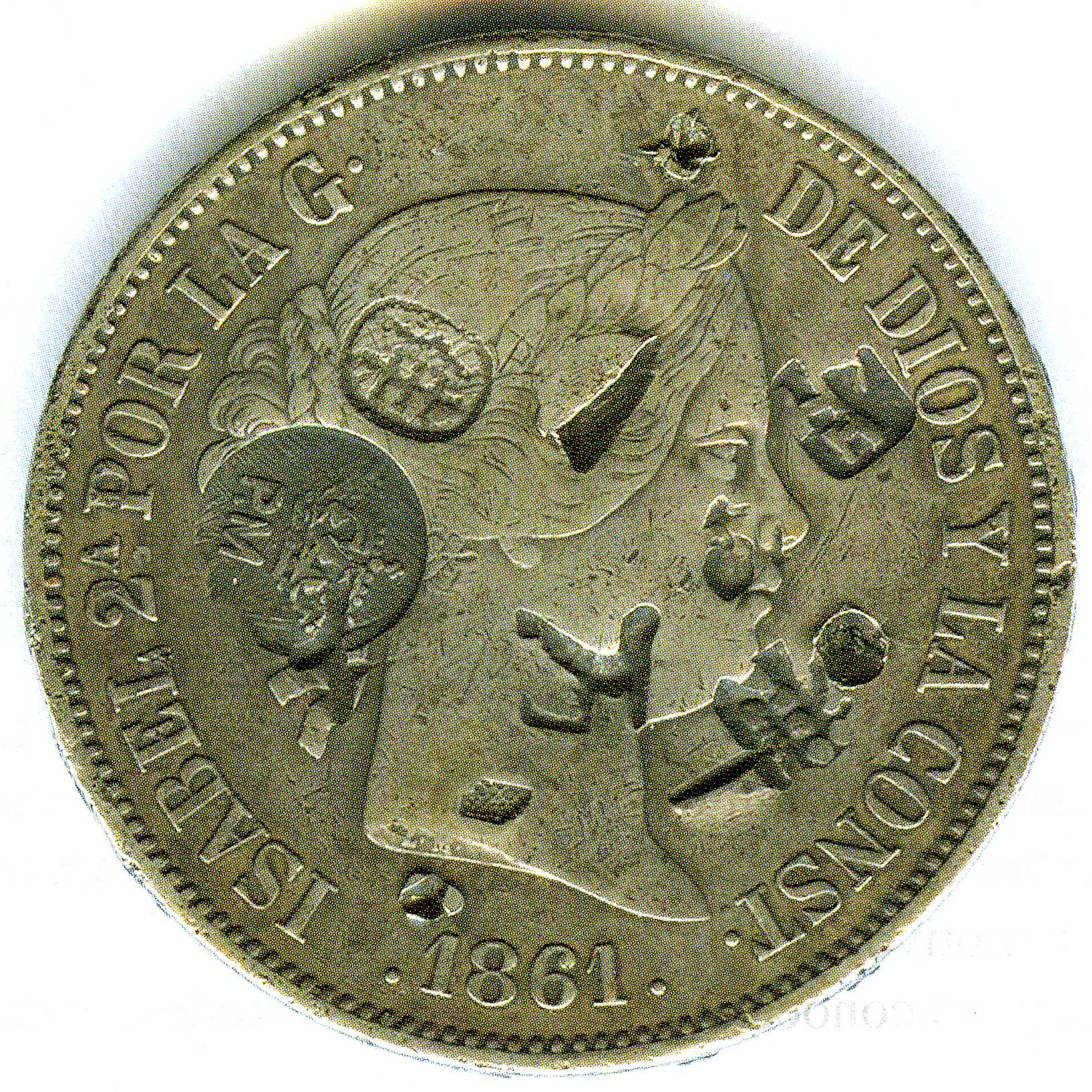

莫桑比克梅蒂卡爾 （葡萄牙語：metical de Moçambique）（復數: meticais）是莫桑比克的流通貨幣。貨幣編號MZN。

## 流通中的貨幣

### 硬幣
- 1 分
- 5 分
- 10 分
- 20 分
- 50 分
- 1 梅蒂卡爾
- 2 梅蒂卡爾
- 5 梅蒂卡爾
- 10 梅蒂卡爾

### 紙幣
- 20 梅蒂卡爾
- 50 梅蒂卡爾
- 100 梅蒂卡爾
- 200 梅蒂卡爾
- 500 梅蒂卡爾
- 1000 梅蒂卡爾

## 外部連結
- 罗恩·怀斯的世界纸币：Mozambique 镜像网站
- 现代金融系统表格－库尔特·舒勒制作：Mozambique 镜像网站
- 环球货币历史：Mozambique
- 《环球金融资料》系列：Mozambique Metical
- 《环球金融资料》货币历史表格（ 微软试算表格式）